# 生存者バイアス
生存者バイアス（せいぞんしゃバイアス、英語: survivorship bias、survival bias）または生存バイアス（せいぞんバイアス）とは、何らかの選択過程を通過した人・物・事のみを基準として判断を行い、その結果には該当しない人・物・事が見えなくなることである。選択バイアスの一種である。
生存者バイアスの例として、ある事故の生存者の話を聞いて、「その事故はそれほど危険ではなかった」と判断するという事例がある。それは、話を聞く相手が全て「生き残った人」だからである。たとえ事故による死者数を知っていたとしても、当然死んだ人達の話を聞く方法はなく、それがバイアスにつながる。
他の例では、存在しなくなった企業が財務業績の分析から除外される場合など、失敗が無視されることになるため、生存者バイアスが過度に楽観的な考えにつながる可能性がある。それはまた、ある集団の成功が、単なる「偶然の一致」ではなく、「その集団が持つ特別な性質」によるという誤った信念につながることがある（前後即因果の誤謬）。例えば、ある難関大学に合格した5人のうち3人が同じ高校の出身者だった場合、それを理由に、その高校はハイレベルな教育を実現していると判断する事もあるかもしれない。これが真実かどうかは、合格者のみではなく、全てまたは少なくとも統計学的に十分な数の在校生の成績を確認しなければ、それは正確な判断とは言えない。

## 例

### 経済
財務業績調査においては、調査期間の終了日に存在していた企業のみが調査の対象となり、その期間に倒産した企業は除外されるため、そのことを考慮しないと調査結果が歪められることになる。

### 歴史
無神論者であったミロスのディアゴラスは、難破船を脱出した人々の絵について「神々は人間のことを気にしていないとあなたは言っているが、神々の特別な好意によって死から救われた人々のことはどう考えているのか」と訊ねられ、次のように返答した。「神に見捨てられた人々はここには描かれていない。その数の方が遥かに多い」
Susan Mummは、歴史家が生存者バイアスによって、廃止された組織よりも現存する組織を研究するように導かれる様子を記述している。「歴史は勝者のみの記録」と言われるように、一例としてWomen's Institutesのような大規模で成功した組織は、うまく組織化され、歴史家のために利用できるアーカイブが現存しているため、小さいけれどより多くの仕事をしている慈善団体よりも、よく研究されているのである。

### 競争の激しい業界
映画俳優、スポーツ選手、ミュージシャン、学校を中退した数十億ドル規模の企業のCEOなど、夢を追い求め競争に打ち克った人々（成功者）の話が、メディアではよく取り上げられる。才能を持っているが、本人の力ではどうすることもできない要因や、（一見して）ランダムな他の出来事のために成功を見出すことができない多くの人々に焦点が当てられることは、それよりもかなり少ない。これは、能力を持ち努力をすれば誰でも素晴らしいことを達成できるという誤った認識を生み出す。世間の目には、圧倒的多数の失敗は見えず、競争環境の選択的圧力を乗り切った人々だけが定期的に見られる。

### 軍事

帰還した飛行機の損傷部分は、命中しても安全に帰還できる箇所を示している。他の箇所に命中したものは生還できない。（画像は仮説データ）

第二次世界大戦中、統計学者エイブラハム・ウォールドは、敵の射撃による爆撃機の損失を最小限に抑える方法を検討する際に、生存者バイアスを考慮した。海軍分析センターの研究者は、任務から戻った航空機が受けた損傷の研究を行い、最も損傷が多かった部位に装甲を施すよう推奨した。ウォールドはこれに対し、分析センターによる研究は任務から「生還した」航空機しか考慮していない、撃墜された爆撃機が損害評価に入っていないと述べた。ウォールドは海軍に対し、帰還した航空機が損傷を受けていない部位を補強することを提案した。というのは、帰還した航空機に空いた穴は、爆撃機が損傷を受けても安全に帰還できる場所を表しているからである。彼の研究は、当時のオペレーションズ・リサーチの分野では画期的なものと考えられている。

### 落下する猫の死亡率
1987年に実施された研究では、6階以下の高さから落ちて生存した猫は、6階以上の高さから落ちた猫よりも怪我が大きいことが報告された。これは、猫がおおむね5階分の高さで体勢を立て直して終端速度に達するため、6階以上から落ちた場合に重傷を負うことが少なくなるために起こる可能性があると提案されている。
2008年、新聞コラム"The Straight Dope"は、この現象に対する他の考えられる説明として、生存者バイアスがあると提言した。落下の時点で死亡した猫は負傷で済んだ猫よりも獣医に連れて行かれる可能性が低いため、高層ビルからの落下で死亡した猫の多くはこの研究では報告されていない。

### 熱帯の蔓性植物
熱帯における蔓性植物は、多くの場合、宿主の木の生存率を低下させるものと見なされている。蔓性植物が蔓延している樹木の割合は、耐陰性があり密生する成長が遅い樹種でははるかに大きい一方、耐陰性が低く疎生する早生樹種では低いことが観察された。そこから、蔓性植物が耐陰性樹種に対してより強い悪影響を及ぼすという予想が導かれた。しかし、さらなる調査により、生き残って蔓延していないものに観察可能なサンプルが偏っていただけであり、耐陰性の低い早生樹種の方が蔓延がはるかに有害であることが明らかとなった。